# Großer Istanbul-Tunnel
Der Große Istanbul-Tunnel (türkisch Büyük İstanbul Tüneli) ist ein unterseeischer Tunnel für den Straßen- und Schienenverkehr in Istanbul, der den Bosporus unterquert. Das Projekt erhielt Anfang 2019 die Zustimmung der Stadtverwaltung und soll nun voraussichtlich 2028 fertiggestellt werden. Nach dem Eurasien-Tunnel und dem Marmaray-Tunnel ist dies der dritte Tunnel, der die europäische und die asiatische Seite Istanbuls verbindet. Es ist der erste dreistöckige Tunnel der Welt.
Der damalige türkische Ministerpräsident Ahmet Davutoğlu verkündete am 27. Februar 2015 den Bau eines 6,5 Kilometer langen Tunnels mit drei Ebenen rund 110 Meter unter der Wasseroberfläche des Bosporus. Zwei Geschosse sollen dem Straßenverkehr dienen und eines dazwischen mit zwei Gleisen den Schienenverkehr aufnehmen. Der Tunnel verbindet den Stadtbezirk Şişli auf der europäischen Seite mit Beykoz im asiatischen Teil der Stadt. Erreicht werden soll damit eine enge Verbindung der zwei Flughäfen der Stadt (Flughafen Istanbul-Sabiha Gökçen, Flughafen Istanbul) sowie zwischen den Linien der Metro Istanbul. Außerdem sollen die Brücken über den Bosporus entlastet werden.
Die Zufahrt wird ihren Anfang am Hasdal Kavşağı (Stadtbezirk Şişli) nehmen und bis zum Endpunkt Çamlık kavşağı im Stadtteil Beykoz führen. Der Tunnel selbst wird von Gayrettepe über Arnavutköy unter dem Bosporus hindurch bis Küçüksu führen.
Die Kosten des Gesamtprojekts sollen sich auf rund 3,5 Milliarden US-Dollar belaufen. Finanziert wird das Projekt im Rahmen eines Betreibermodells.
Die Ausschreibung zum Bau ging im April 2017 an die türkische Yüksel Proje Uluslararası A.Ş.